# Stewie Loves Lois
Stewie Loves Lois («Стьюи любит Лоис») — первая серия пятого сезона мультсериала «Гриффины». Премьерный показ состоялся 10 сентября 2006 года на канале FOX.

## Сюжет
Куахог подвергается нашествию вируса гриппа, и Питер отправляется к доктору Хартману за прививкой. Обманом ему удаётся привиться, хотя вакцин и мало. Просматривая медицинскую карту Питера, доктор обнаруживает, что тот не проходил проверку простаты. Питер соглашается на это, хотя и понятия не имеет, что это такое. Он приходит в ужас и недоумение, когда понимает, что Хартман засовывает свой палец ему в зад. Питер чувствует себя обесчещенным, рассказывает о своих мучениях Лоис, но та относится к этому равнодушно. В разговоре по этому поводу с друзьями Питер понимает, что доктор изнасиловал его, и решает подать на Хартмана в суд, и Лоис не в состоянии отговорить его.
Тем временем Стьюи играет в парке со своим медвежонком Рупертом. Злая собака отбирает его и разрывает на куски. На помощь бросается Лоис, которая спасает Руперта, позже сшивает его, чем заставляет пересмотреть своё мнение о ней Стьюи. Малыш начинает любить Лоис, но это выглядит так навязчиво, что Лоис даже снятся кошмары, в которых Стьюи её любит, а она хочет его убить. По совету Брайана, Лоис начинает игнорировать малыша, до тех пор, пока тот не получает травму, падая с лестницы. Лоис очень извиняется перед Стьюи, но — поздно: тот опять её ненавидит.
В суде Питер расписывает произошедшее самым ужасным образом. Питер навязывает судье своё видение действа, и тот признаёт Хартмана виновным и аннулирует его лицензию.
Питер отмечает свою победу в «Пьяной Устрице», и тут его друзья замечают, что он слишком часто бегает в туалет. Шамус сообщает ему, что, скорее всего, это — заражение простаты.
После недавнего судебного разбирательства ни один доктор не соглашается принять Питера. Замаскировавшись, он посещает и доктора Хартмана, и тот, чтя Клятву Гиппократа, проводит обследование, несмотря на отсутствие медицинской лицензии.
В конце эпизода доктору Хартману возвращают лицензию.

## Создание
Автор сценария: Марк Хентеманн.
Режиссёр: Майк Ким.
Приглашённые знаменитости: Алек Салкин и Дэнни Смит.

## Интересные факты